# Myxochlamys
Genre
Classification APG III (2009)
Myxochlamys est un genre de deux plantes de la famille des Zingiberaceae décrit pour la première fois en 2007 par Atsuko Takano & Hidetoshi Nagamasu sous le titre "Myxochlamys (Zingiberaceae), a new genus from Borneo".

## Liste d'espèces
Selon World Checklist of Selected Plant Families (WCSP) (20 sept. 2011) :
- Myxochlamys amphiloxa R.J.Searle, (2010).
- Myxochlamys mullerensis A.Takano & Nagam. (2007)

Selon NCBI (20 juil. 2010) :
- Myxochlamys mullerensis